# EN 60601-2-50
Die EN 60601-2-50 mit dem Titel „Medizinische elektrische Geräte – Teil 2-50: Besondere Festlegungen für die Sicherheit von Säuglings-Phototherapiegeräten“ ist Teil der Normenreihe EN 60601.
Herausgeber der DIN-Norm DIN EN 60601-2-50 ist das Deutsche Institut für Normung.
Die Norm basiert auf der internationalen Fassung IEC 60601-2-50. Im Rahmen des VDE-Normenwerks ist die Norm als VDE 0750-2-50 klassifiziert, siehe DIN-VDE-Normen Teil 7.
Diese Ergänzungsnorm regelt allgemeine Festlegungen für die Sicherheit, Prüfungen und Richtlinien von Säuglings-Phototherapiegeräten. Zweck ist es, Merkmale der Basissicherheit sowie Prüfungen zu beschreiben und zusätzlich Anleitungen für ihre Anwendung zu geben.

## Gültigkeit
Die deutsche Ausgabe 12.2002 ist ab ihrem Erscheinungsdatum als Deutsche Norm angenommen.
- Die aktuelle Fassung (12.2002) ist korrespondierend mit der 2. Ausgabe der DIN EN 60601-1 anzuwenden.
- Es wurde im November 2006 ein Entwurf zur korrespondierenden Anwendung mit der 3. Ausgabe der DIN EN 60601-1 veröffentlicht.

## Anwendungsbereich
Diese besonderen Festlegungen legen Anforderungen für Säuglings-Phototherapiegeräte fest, die mit Hilfe von sichtbarer Strahlung das Bilirubin im Körper bei Neugeborenengelbsucht in den ersten Lebensmonaten senken.
Säuglings-Phototherapiegeräte sind Bestrahlungsgeräte, welche Strahlungen im Hauptstrahlungsspektrum im Bereich zwischen 400 nm und 550 nm erzeugen und dazu dienen, die Bilirubinkonzentration im Körper von Säuglingen zu reduzieren.

## Zusatzinformation
Folgende geänderte Anforderungen sind in der EN 60601-2-50 enthalten (Auszug):
- Schutz vor mechanischen Gefährdungen (Festigkeit, Standfestigkeit, Schall, Vibration)
- Schutz vor Strahlung (Infrarot-, Ultraviolett-, Elektromagnetischestrahlung)
- Schutz vor übermäßigen Temperaturen und Brand
- Genauigkeit der Betriebsdaten
- Schutz vor gefährlichen Ausgangswerten
- Konstruktive Anforderungen